# Банк инвестиций и развития Вьетнама
Банк инвестиций и развития Вьетнама (англ. Bank for Investment and Development of Vietnam, вьет. Ngân hàng Đầu tư và Phát triển Việt Nam) — старейший и один из трёх крупнейших банков Вьетнама. Сокращенное английское наименование, являющееся международным брендом банка — BIDV.

## История развития

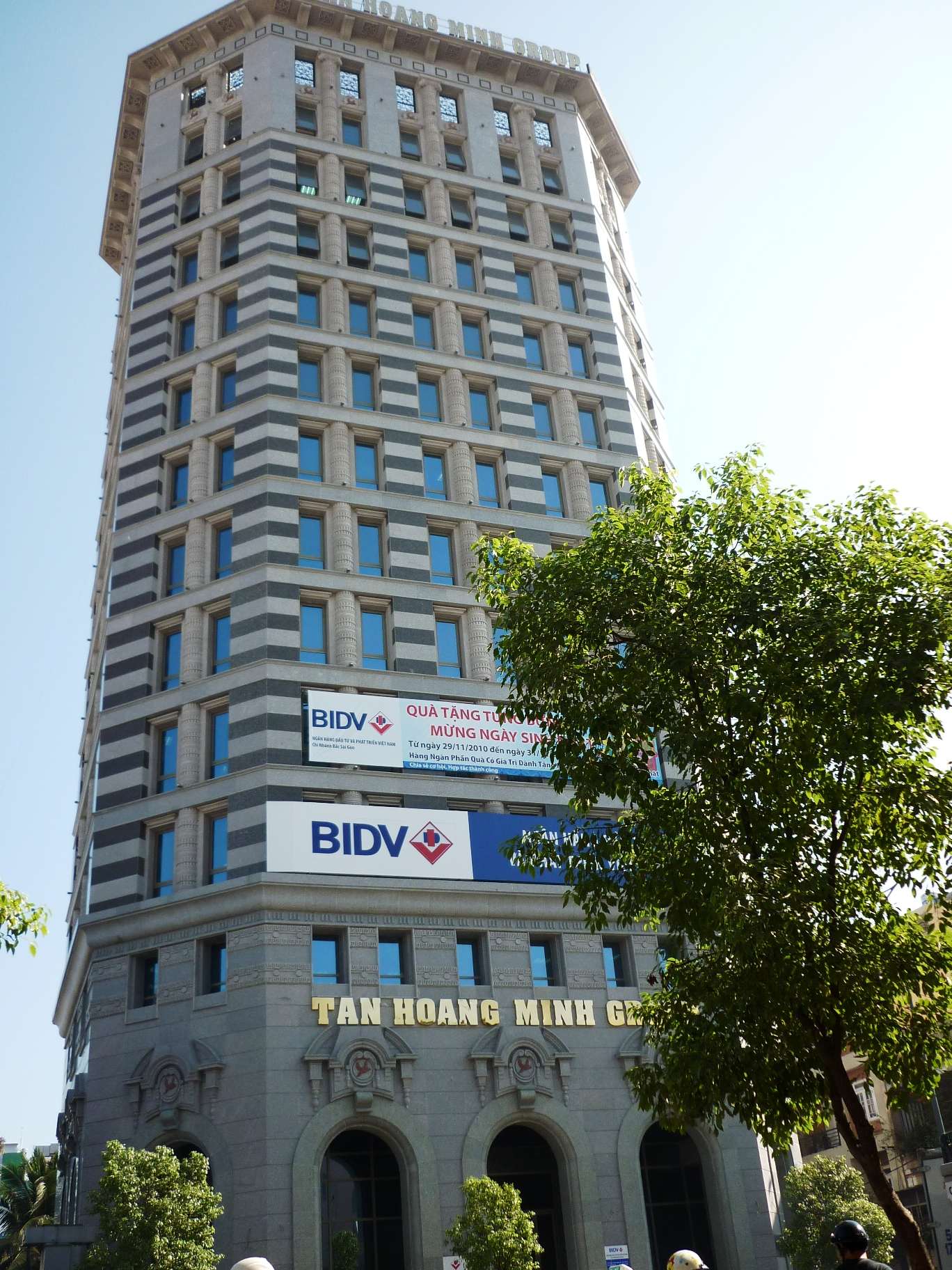
Офис BIDV в Хошимине. Башня Tân Hoàng Minh building

Банк строительства Вьетнама был основан социалистическим правительством 26 апреля 1957 года в целях содействия восстановлению вьетнамской экономики в направлении построения социализма. Первой задачей банка было финансирование строительных проектов правительства Вьетнама в различных сферах экономики (водопроводы, шахты, заводы, железные дороги, электростанции, и т. д.). В 1-й половине 60-х годов XX в. ресурсы банка были направлены социалистическим правительством на финансирование создания и развития промышленных зон Вьетнама. Во 2-й пол. 70 — нач. 80-х годов банк использовался правительством в проектах по восстановлению послевоенной экономики и дальнейшему развитию социализма. В частности, в этот период банк финансировал строительство Мавзолея Хо Ши Мина, инфраструктуры телевидения Вьетнама и др.
В 1981 году банк получил новое наименование — Банк инвестиций и строительства Вьетнама.